# Алматинский ботанический сад

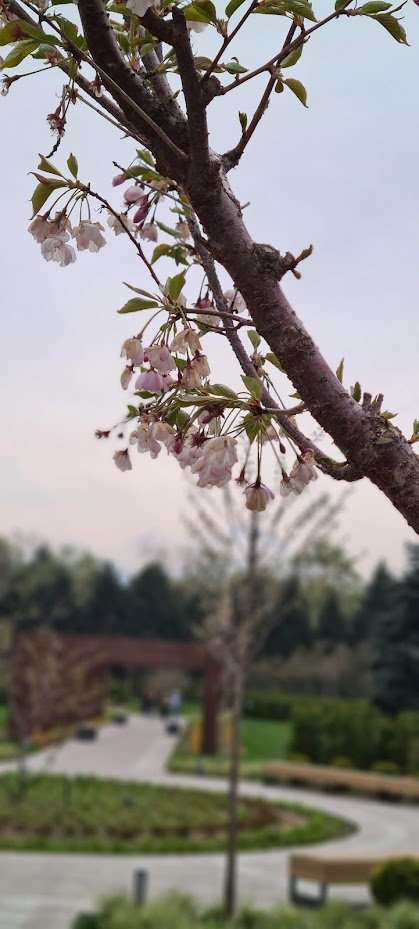
Цветение деревьев в Алматинском ботаническом саду

Алматинский ботанический сад — главный ботанический сад, Республиканское государственное предприятие на ПХВ «Институт ботаники и фитоинтродукции» Комитета науки Министерства образования и науки Республики Казахстан, заложен в 1932 году на площади 108 гектаров. В 1967 году ему присвоен статус научно-исследовательского учреждения. В 2006 году Ботанический сад был внесён перечень «Особо охраняемых природных территорий Республики Казахстан» (ООПТ), что позволило остановить продолжение дальнейшей продажи земель сада под застройку.

## История
14 марта 1932 года Президиум АН СССР принял решение об организации Казахстанской базы АН СССР в составе ботанического сектора и зоологического сектора и созданием ботанического сада.
15 декабря 1933 года Президиум АН СССР утвердил структуру Казахстанской базы, в которую был включён ботанический сектор с ботаническим садом.
В 1943 году на основе почвенного и ботанического секторов был создан Почвенно-ботанический институт Казахского филиала АН СССР.
В 1945 году Почвенно-ботанический институт был разделён на Институт почвоведения и Институт ботаники.
В 1946 году решением Президиума АН Казахской ССР от 5 октября 1946 ботанический сад реорганизован в самостоятельное научно-исследовательское учреждение республиканского значения с непосредственным подчинением Президиуму АН Каз ССР на правах института — Республиканский ботанический сад.
В 1953 году постановлением Президиума АН Казахской ССР от 21 сентября 1953 года «Государственный республиканский ботанический сад» был переименован в «Алма-Атинский ботанический сад».
В 1963 году постановлением Президиума АН Казахской ССР от 22 марта 1963 года «Алма-Атинский ботанический сад» передан в подчинение Институту ботаники.
В 1965 году постановлением общего собрания Академии Наук Казахской ССР от 27 января 1965 года на базе «Алма-Атинского ботанического сада Института ботаники» организован «Главный ботанический сад на правах самостоятельного научно-исследовательского института».
В 1995 году постановлением Президиума Национальной Академии Наук РК от 5 мая 1995 года осуществлено объединение НИИ «Института ботаники» и НИИ «Главного ботанического сада» в «Институт ботаники и фитоинтродукции НАН РК».
В настоящее время «Институт ботаники и фитоинтродукции» находится в ведении Комитета лесного хозяйства и животного мира Министерства экологии, геологии и природных ресурсов Республики Казахстан.

## Угроза ликвидации сада
С распадом СССР территория Алматинского ботанического сада, находящаяся в элитном районе города, стала представлять интерес для крупных бизнесменов-застройщиков. Для того, чтобы беспрепятственно завладеть государственной землёй сада, его территория была передана из Республиканского ведения (собственности) в коммунальное ведение городских властей города (акимат). В начале 2000-х годов после передачи территории в коммунальную собственность Алматинский ботанический сад оказался на гране ликвидации, с разрешения новых собственников (акимата города) от него были отчуждены несколько гектаров земли. Планировалось продать всю территорию ботанического сада под строительство элитного коттеджного городка, развлекательного центра, жилого комплекса и проложить через него автомагистрали улиц Байзакова и Манаса. Но с 2006 года в связи с официальным внесением территории Алматинского ботанического сада в перечень «Особо охраняемых природных территорий Республиканского значения» и возвращением в республиканскую собственность, продажа и застройка территории сада стала невозможной. Однако, попытки завладеть территорией сада так и не прекратились.
В 2015 году ботаническим садом заинтересовался олигарх-девелопер Сержан Жумашев, который через созданный им «Фонд развития Главного ботанического сада» предложил спонсировать реконструкцию сада и построить со стороны проспекта аль-Фараби музей искусств.
В 2018 году ботаническим садом заинтересовался другой бизнесмен-олигарх Булат Утемуратов, который через свой «Фонд Б. Утемуратова» вознамерился реконструировать сад. Одновременно акимат города заявил, что намерен вновь забрать ботанический сад в коммунальную собственность. По мнению экологических активистов и организаций, передача сада в ведение (собственность) акимата повлечёт потерю республиканского статуса ООПТ, что грозит очередной распродажей его земель влиятельным бизнесменам.

## Расположение
Расположен в южной части Алма-Аты на высоте 856—906 метров над уровнем моря. В настоящее время площадь сада составляет 103,6 гектаров.

## Площадь сада
- На момент основания в 1932 году — 108 га
- в 2006 году — 104 га[6][7].
- в настоящее время — 103,6 га[5]. После 2006 года от территории сада несмотря на его статус ООПТ неизвестным образом была отчуждена часть площади, вместо 104 га, стало насчитываться 103,6.

## Экспозиция
По состоянию на 1982 год экспозиции (флора Казахстана, Европейской части СССР, Сибири и Дальнего Востока, Крыма и Кавказа, Северной Америки, Восточной Азии) были расположены по ботанико-географическому принципу, а размещение растений — по парково-ландшафтному. В коллекции было свыше 7 тысяч видов растений, разновидностей и форм, в том числе флоры Казахстана — 375, инорайонных растений СССР — 453, зарубежной — 872.
Ботанический сад имел отделы растений: флоры и экологии, древесных, декоративно-цветочных, тропических, пищевых и лекарственно-технических репродукции и защиты интродуцентов и лабораторию физиологию и биологии растений. Учёные разрабатывают проблему интродукции и акклиматизации растений в Казахстане, исследуют растительные ресурсы Республики, выявляют и культивируют хозяйственно-ценные виды. Ими переданы для озеленения города свыше 100 видов, 46 форм и 15 сортов растений различного географического происхождения.
НИИ Главный Ботанический сад координировал деятельность 5 ботанических садов Казахстана — Карагандинского, Жезказганского, Алтайского, Илийского и Мангышлакского. Вёлся обмен научной литературой, посадочным материалом, семенами со 108 ботаническими садами 48 стран мира.
Сакский курган расположен в Главном Ботаническом саду Национальной Академии наук Республики Казахстан, в 600 метрах к югу от управления Ботаническим садом, в 200 метрах от юго-западной оранжереи, справа от центральной аллеи, в 800 метрах выше ул. Тимирязева.

## Управление
В советские годы Главный ботанический сад находился в подчинении Академии Наук Республики, с распадом СССР передан в управление Министерства образования и науки РК.

## Финансирование

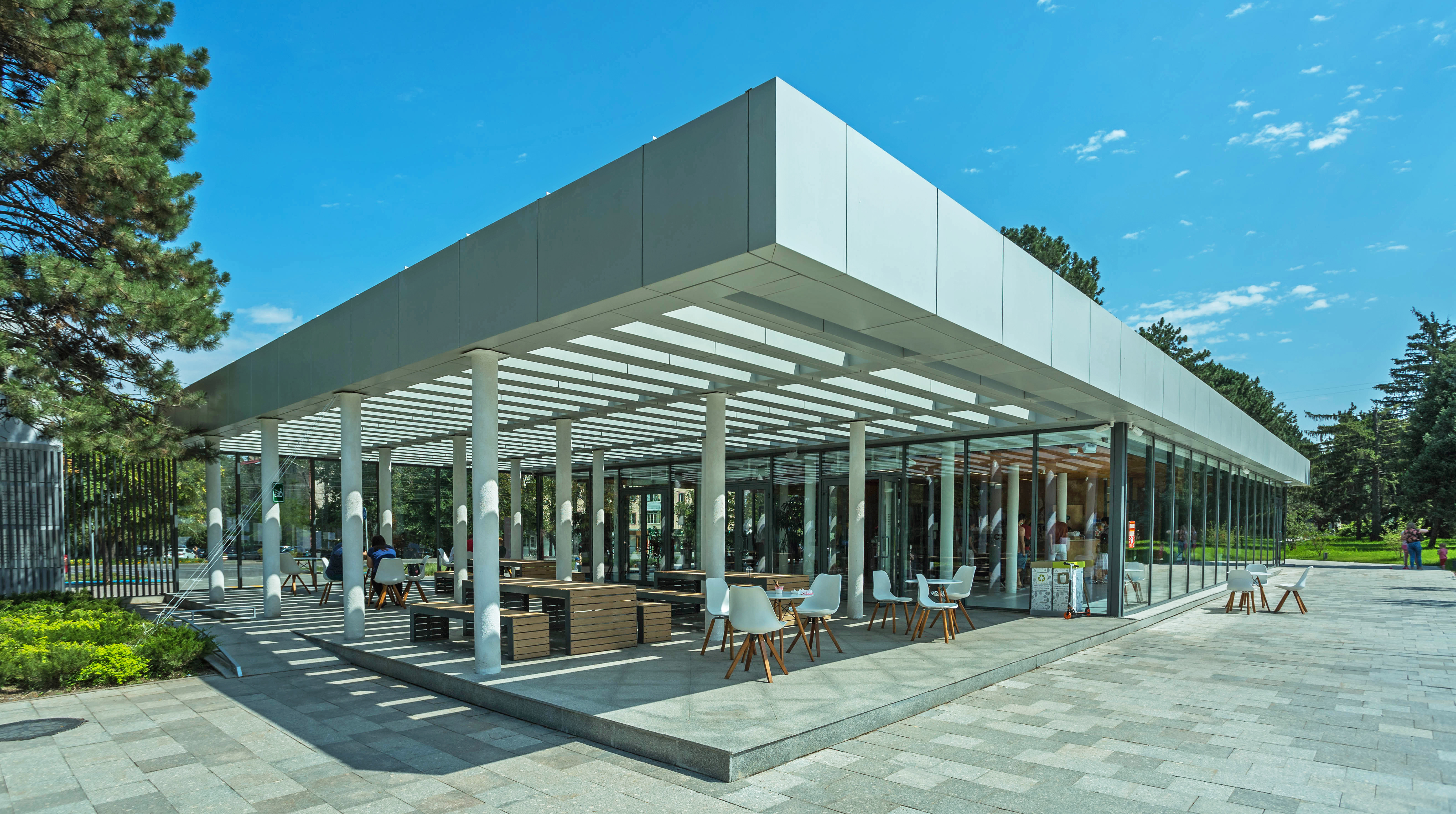
Павильон главного входа с кассами и турникетами

Ежегодно на содержание ботанического сада МОН РК выделяет более 100 миллионов тенге.

### Реконструкция
В 2017 году более 100 млн тенге было выделено Министерством образования и науки РК на реконструкцию Ботанического сада, в том числе на разработку топографической съемки, проектирование и бурение скважины, установку ограждений коллекционных фондов, установку видеонаблюдения и строительства новой теплицы.
В 2018 году, в ходе реконструкции сада на средства частного благотворительного фонда Булата Утемуратова, специалистами Института ботаники и фитоинтродукции было высажено более 1300 деревьев, 40 000 кустов, 130 000 злаков и многолетников, 3000 роз. В южной части обустроен новый партер с перголой, полем разнотравья и тремя прудами. На всей территории обновлены дороги и пешеходные тропинки, установлена тактильная разметка для людей с ограниченными возможностями, построено 3 входных павильона с оборудованными кассами и санузлами.

## Проблемы и коррупция
Несмотря на многомиллионное ежегодное финансирование из республиканского бюджета и увеличение его объёма, выделяемого на содержание «Института ботаники», к которому относится Алматинский ботанический сад, некоторые проблемы сада не решаются десятилетиями.
В 2007 году директором «Института ботаники» был назначен учёный-ботаник Нугман Аралбай, который, заступив в должность, сразу начал принимать меры по решению сложившихся проблем ботанического сада. Однако, его благим намерениям сразу же стали противодействовать. В частности, Нугман Аралбай через тендер нанял компанию для уборки 25 га территории сада всего за 3 миллиона тенге, тогда как по внутренним нормативам утвержденным прежним руководством института ботаники и КН МОН РК он должен был потратить 25 миллионов тенге. Такой факт экономии средств не понравился вышестоящему руководству из КН МОН, видимо, потому что сэкономленные средства могли бы пойти на необходимое решение никем нерешаемых годами проблем сада. Из Астаны сразу назначили проверяющую комиссию по данному факту, но, тем не менее, комиссия отказалась подписывать отрицательный акт. После этого давление на Нугмана Аралбая только усилилось, была устроена серия проверок из прокуратуры, финансового контроля и комиссий из МОН РК. Дошло до того, что по отчёту министерской инспекции Аралабая голословно обвинили в хищении 11 миллионов тенге, однако никаких доказательств нарушений представлено не было. 17 сентября 2008 года экономический суд вынес решение, что акт инспекции финансового контроля был незаконен, а проверка проведена с многочисленными нарушениями. Но несмотря на решение суда, Аралбаю объявили несколько выговоров и уволили. С увольнением Аралбай не согласился, подавал в суд, пытался восстановиться в должности, но МОН РК никак не отреагировал.
В 2014—2015 годах бывшем директором Института ботаники Аралбай Нугманом были направлены открытые письма-обращения к нынешнему директору института ботаники Ситпаевой Г. Т., а также председателю Комитета Науки МОН РК г-ну Жолдасбаеву С. И., в котором он привёл факты бездействия Ситпаевой Г. Т. как руководителя предприятия, приведшие к упадку состояния института, несмотря на 10-ти кратное увеличение финансирования в 2014 году. По его мнению результаты бездействия Ситпаевой Г. Т. привели к тому, что: 1) нарушена целостность и системность гербарного фонда; 2) часть гербария и коллекции ископаемых растений потеряны; 3) на 63 % потеряна коллекция живых растений (интродуцентов) Главного ботанического сада, что подтверждено письмом И. о. председателя А.Тулешова № ЖТ-С-63/7, ЖТ-С-63/7/1 от 06.01.2014 года; 4) проигнорировано не исполнено предписание Генеральной прокуратуры РК о приведении в соответствие с требованиями законов РК статус Главного, Жезказганского и Илийского ботанических садов; 5) 815 миллионов тенге бюджетных средств 2014 года использованы нерационально. Однако со времени отправки его обращения в МОН РК все сроки установленного законом порядка рассмотрения обращений физических лиц прошли. Комитет науки так и не ответил на обращение Аралбай. Тем самым не опроверг приведенные им факты.
Цитата из письма-обращения Аралбая Н. к нынешнему директору института ботаники Ситпаевой Г. Т.:

Все эти годы, Вы — госпожа Ситпаева Г. Т., вводите в заблуждение руководство Комитета Науки и МОН РК. А самое страшное — это то, что руководство КН и МОН РК поверило Вам и увеличивало объём финансирования. А коллектив ИБФ, возглавляемый Вами, который в последние годы показывает регрессивные результаты, пожирая все больше нарастающие объемы финансирования, превратился в некий механизм расхищения государственных средств и поощрения безрезультативности. Я был бы рад, если Вы опровергнете доказательно то, что я изложил в настоящем письме.

### Лаборатория дендрологии
Первый дендрарий заложен был в 1939 году. В 1945 году выпущен первый путеводитель по ботаническому саду. С 1956 по 1965 годы в отделе проводилась работа по теме «Создание экспозиций растительных зон». В настоящее время коллекция древесных растений ботанического сада собрана по ботанико-географическому принципу. Созданы 5 экспозиций: «Казахстан», «Европа, Крым, Кавказ», «Восточная Азия», «Северная Америка», «Сибирь, Дальний Восток» и 4 специализированных коллекционных участка: «Кониферетум», «Сирингарий», «Вьющиеся древесные растения» и «Орешники».
Коллекционный фонд древесных растений на 2011 год составляет 895 таксонов из 49 семейств и 129 родов, произрастающих на площади 42 га.
Основными направлениями деятельности лаборатории являются: разработка научных основ формирования и создания коллекционных фондов древесных растений отечественной и мировой флоры в условиях открытого грунта предгорий Заилийского Алатау; интродукционные испытания растений, разработка ассортимента растений и научных рекомендаций по их эффективному использованию в озеленении Алматы и других городов Казахстана; изучение внутривидового разнообразия древесных растений.

### Лаборатория семеноводства и защиты растений
Группа семеноведения была организована в 1934 году. Одной из звеньев интродукционной работы ботанического сада является выписка, получение и рассылка семян, производящаяся в обменном порядке посредством каталогов семян и переписки научно-справочного характера, которая, осуществлялась сотрудниками группы семеноведения. Первый каталог семян (№ 1) вышел в 1934 г. Он включал 356 видов, в основном, травянистых растений, из которых 64 вида были собраны И. А. Линчевским в Таласском Алатау.
Группа защиты растений была организована в ботаническом саду в 1970 году, которая осуществляет оценку фитосанитарного состояния растений-интродуцентов в Ботанических садах Казахстана.
В 2013 году эти группы были объединены в лабораторию семеноводства и защиты растений и в рамках государственной научно-технической программы «Ботаническое разнообразие диких сородичей культурных растений Казахстана как источник обогащения и сохранения генофонда агробиоразнообразия для реализации Продовольственной программы» была начата работа по созданию Семенного банка диких сородичей культурных растений. В ведении лаборатории находятся: Семенной банк диких сородичей культурных растений, занимающий площадь 92 м2; который располагает: сушильная комната 12 м2, холодильная камера 32 м3. За три года было собраны и заложены две коллекции семян: долгосрочная (базовая) и краткосрочная (активная). Заложен репродукционный питомник редких плодовых растений на площади 1 га.. Направлениями деятельности лаборатории являются: сбор, сохранение и пополнения семян дикой флоры Казахстана в семенном банке; постоянный внутригосударственный и международный обмен каталогами (делектусом) и семенным фондом в целях обогащения коллекций новыми видами растений Главного ботанического сада; фитосанитарная и энтомологическая оценка состояния семенного материала и растительного фонда Главного ботанического сада.

### Лаборатория интродукции цветочно-декоративных растений открытого и закрытого грунта
Лаборатория декоративно-цветочных растений открытого грунта основана со времени создания Главного ботанического сада Академии наук с 1932 года. Закрытый грунт представлен экспозиционной оранжереей и экспериментально-производственной теплицей. Оранжерейно-тепличный комплекс введён в эксплуатацию в 1969 году с целью осуществления интродукции тропических и субтропических растений в условиях закрытого грунта. Численность коллекции растений открытого и закрытого грунта составляет около 600 видов. Результатом селекционно-цитогенетической работы было получено 18 новых сортов фрезии и 15 сортов роз. В основной фонд открытого грунта включены растения, переносящие зиму города Алматы. Многие растения засухоустойчивы и жароустойчивы. Совершенствование ассортимента проводилось и в плане удешевления цветников путём включения в них высокоэкономичных неприхотливых корневищных многолетников. Уделяется внимание способам использования интродуцентов в цветочном оформлении.
За годы интродукционной работы прошли опытно-промышленные испытания 300 видов растений, внедрены в производство 7 видов тропических и субтропических растений.
Основными научными направлениями лаборатории интродукции цветочно-декоративных растений являются разработка биологических основ культуры растений закрытого и открытого грунта Казахстана. Работа заключается в: поиске эффективных способов ускоренного размножения трудноукореняемых и перспективных видов растений, привлечении в коллекцию новых видов, разновидностей и форм растений из ведущих ботанических центров мира, обеспечении жизнеспособности коллекционного фонда, подборе коммерчески ценного ассортимента растений для фитодизайна внутренних интерьеров и в обеспечении среза цветов в зимний и ранневесенний периоды, совершенствовании ассортимента жаростойких геофитов методами селекции.

### Лаборатория экологической морфологии растений
Лаборатория экологической морфологии была организована в 1986 году по инициативе и под руководством академика Байтулина Исы Омаровича, который возглавлял её до 2006 года. Основной деятельностью лаборатории, являются фундаментальные исследования, которые направлены на изучение адаптационных особенностей многолетних растений горных регионов Казахстана в естественных местах обитания и при интродукции. Объектами исследований являются, в первую очередь, редкие виды, занесённые в Красные книги, положение которых в природе вызывает тревогу за их сохранность. Большое внимание уделяется полезным и декоративным растениям, которыми богата казахстанская флора. В экспозиции лаборатории «Альпинарий» представлено около 200 видов местной флоры и свыше 100 видов и сортов, широко используемых в культуре травянистых многолетников и миниатюрных кустарников. Только за последние три года в коллекцию экспозиции «Альпинарий» семенами и живыми растениями было привлечено 90 видов растений, относящихся к 26 семействам и 52 родам. На сегодняшний день в коллекции «Альпинария» насчитывается 32 редких вида казахстанской флоры, преимущественно горных местообитаний Северного Тянь-Шаня.

### Лаборатория флоры высших растений
Лаборатория флоры, а ранее отдел флоры высших растений была создана в 1946 году в составе Института ботаники при Академии наук Казахской ССР. Традиционным направлением исследований являются флористика и систематика растений, инвентаризация и оценка видового разнообразия растений различных регионов Казахстана; оценка современного состояния флоры; решение теоретических вопросов эволюции флор и отдельных таксонов; работа, связанная с монографической обработкой отдельных систематических групп растений Казахстана, создание кадастров растений различной региональной приуроченности; вопросы охраны и создание региональных «Красных книг». В ведении лаборатории находится Гербарный фонд, который был основан в 1933 году видным ученым М. Г. Поповым на базе гербария Краеведческого музея Семиречья. В настоящее время Гербарий входит в перечень важнейших ботанических коллекций СНГ национального значения, имеет международный индекс АА. Гербарий представляет собой единственное в Республике хранилище ботанических коллекций, где наиболее полно представлена богатейшая флора Казахстана. Особо выделен Гербарий типов, представленный свыше 350 таксонами.
Особую ценность представляют коллекции, собранные в 1840—1860 гг. выдающимися учеными-ботаниками А. И. Шренком, Т. С. Карелиным, И. П. Кириловым, И. Г. Борщовым.
Гербарный фонд создавался трудом пяти поколений ботаников. Гербарий пополнялся сборами ученых с мировым именем Н. В. Павловым, М. Г. Поповым, Г. К. Шишкиным, П. П. Поляковым. В дальнейшем коллекторами были В. П. Голоскоков, И. И. Ролдугин, З. В. Кубанская, Б. А. Быков, М. С. Байтенов, Н. Х. Кармышева, А. П. Гамаюнова, Н. С. Филатова, А. Н. Васильева, А. О. Оразова, В. Г. Цаголова.
В настоящее время в фондах Гербария Института ботанического сада хранится 250 тысяч гербарных образцов мохообразных, папоротникообразных, голосеменных и покрытосеменных растений.
В 2015 году стало известно, что нарушена целостность и системность гербарного фонда, часть гербария и коллекции ископаемых растений потеряны.
Гербарий — фундамент ботанических исследований. Именно сохранение и постоянное обращение к гербарным материалам дает уникальную возможность отслеживать изменения, миграцию, трансформацию флоры и растительности, как на определённой территории, так и всего Казахстана в целом. Только опираясь на документированный гербарный материал, можно достоверно проводить флористические и экологические мониторинговые исследования.

### Лаборатория растительных ресурсов
Лаборатория растительных ресурсов создана в 1956 году по инициативе доктора биологических наук Валентины Павловны Михайловой, возглавлявшей лабораторию в 1956—1975 гг. С её именем связано становление и дальнейшее развитие ботанико-ресурсоведческих работ, а также формирование школы ресурсоведов в Республике. С 1976 года по 1997 год руководил лабораторией член-корреспондент HAH PK, доктор биологических наук Мадениет Каратаевич Кукенов. М. К. Кукеновым и сотрудниками лаборатории велась большая работа по инвентаризации лекарственной флоры юго-востока Казахстана.
Основные направлениями деятельности лаборатории являются:
Ресурсоведческие: планомерное и последовательное изучение растительных ресурсов полезных растений Казахстана с целью сохранения и сбалансированного использования ботанического разнообразия на уровне экосистем, сообществ, популяций и отдельных видов сырьевых растений.
Интродукционные: научные основы управления для рационального использования, обогащения генофонда, создания технологий введения в культуру и размножения растений: коллекционное, опытное и опытно-производственное выращивание лекарственных и ароматических растений, содержание и пополнение коллекции лекарственных растений местной и мировой флоры.
Прикладные: разработка рекомендаций по режиму норм изъятия сырья при хозяйственном использовании выявленных промысловых массивов (% изъятия, выявление запасов сырья полезных растений, в первую очередь, лекарственных и ароматических с целью обеспечения сырьем отечественной фармацевтической промышленности).
За время существования лаборатории сотрудниками проведены многолетние комплексные исследования полезных растений Казахстана. Ресурсными исследованиями охвачены хребты Северного и Западного Тянь-Шаня, Джунгарский Алатау, Тарбагатай, Саур, Манрак, хребты Казахстанского Алтая.

### Лаборатория Охраны генофонда и интродукции плодовых растений
Лаборатория охраны генофонда и интродукции плодовых растений была создана в 1970 году. Первым руководителем и организатором лаборатории являлся академик НАН РК, заслуженный деятель науки, доктор биологических наук, профессор Джангалиев Аймак Джангалиевич (с 1970—2005 гг).
Основными направлениями деятельности лаборатории являются: сохранение и эффективное восстановление в in situ, рациональное использование в культуре уникальных в глобальном отношении казахстанских видов яблони Сиверса и абрикоса обыкновенного и сопутствующих им других полезных растений; сохранение в ex-situ отобранных хозяйственно-ценных форм яблони Сиверса и абрикоса обыкновенного и других диких плодовых растений; биохимическая оценка плодового сырья диких плодовых растений на содержание биологически активных веществ и антиоксидантной активности; внедрение патентованных сортов-клонов яблони Сиверса, абрикоса обыкновенного и других плодовых культур в производство на государственном и международном масштабе для лесовосстановительных работ, плодово-перерабатывающей промышленности и селекции.

### Лаборатория микологии и альгологии
В 1943 году в ботаническом секторе Казахского филиала АН СССР Шварцман Софьей Рувиновной был создан отдел споровых растений. В 1966 от отдела споровых растений отделилась лаборатория биологии споровых растений под руководством д.б.н. Б. К. Калымбетова, но в 1978 году обе лаборатории были воссоединены в 1 отдел — систематики низших растений (зав. — к.б.н. М. П. Васягина). В 1981 году названный отдел был разделён на 2: отдел систематики и географии низших растений (зав. — к.б.н. М. П. Васягина) и лаборатории биологии споровых растений (зав. — к. с/х. н. С. А. Абиев). В 1985 из лаборатории биологии споровых растений были созданы две лаборатории: экспериментальной микологии (зав. — к. с/х. н. С. А. Абиев) и экспериментальной гидроботаники (зав. д.б.н. Т. Т. Таубаев). В 1995 году в связи с воссоединением Института ботаники и Главного Ботанического Сада, все три лаборатории Института ботаники и группа защиты растений ГБС были объединены в лабораторию споровых растений, которую до 2005 года возглавлял д.б.н., профессор С. А. Абиев, а с 2005 г. — к.б.н. Г. А. Нам. С 2009 года лаборатория споровых растений переименована в лабораторию микологии и альгологии. Основными направлениями деятельности лаборатории являются: изучение разнообразия грибов и водорослей, выявление редких, эндемичных и исчезающих видов в Казахстане, распространение и распределение по экологическим нишам, и их приуроченность к субстратам, динамика развития, сезонность; исследования грибов-патогенов на ультраструктурном уровне; сохранение коллекций гербарного фонда грибов и мицелиальных культур; культивирование плодовых тел и посевного мицелия съедобных грибов.

### Лаборатория Геоботаники
Геоботанические исследования в Казахстане начаты в 1920 году, планомерное развитие они получили с 1932 года с организацией Ботанического сектора Казахстанского филиала АН СССР. Отдел геоботаники организован в 1945 году. В 1976 году отдел был разделён на две лаборатории: геоботаники и экологии и охраны растительности. В 1989 году была организована лаборатория фитоэкологического картографирования. В 1995 году все три лаборатории были объединены в одну — лабораторию геоботаники.
Основными направлениями деятельности лаборатории являются: эколого-фитоценотические исследования; ботанико-географические исследования; картографирование растительного покрова и экосистем; динамика растительности; оценка антропогенной трансформации растительности; изучение ботанического разнообразия на видовом, фитоценотическом, экосистемном и ландшафтном уровнях организации; фитомелиорация нарушенной растительности.

## Филиалы
- Жезказганский ботанический сад
- Илийский ботанический сад
- Астанинский ботанический сад

## Руководство
- Аралбай Нугман Кулдарбекулы — с 2007 года по сентябрь 2008 года
- Ситпаева Гульнара Токбергеновна — с сентября 2008 года по настоящее время

## Стоимость билетов
С 10 апреля 2021 года стоимость взрослого билета составляет 850 тенге, студенческого — 630 тенге, пенсионеры и школьники смогут посетить ботанический сад за 450 тенге.
В эту стоимость входит использование особо охраняемых природных территорий, к которым относится и Ботанический сад, в размере 0,1 МРП (291,7 тенге).